# (181) Eucharis
(181) Eucharis es un asteroide que forma parte del cinturón de asteroides y fue descubierto por Pablo Cottenot desde el observatorio de Marsella, Francia, el 2 de febrero de 1878.
Está nombrado por Eucaris, un personaje de la mitología griega.

## Características orbitales
Eucharis orbita a una distancia media de 3,129 ua del Sol, pudiendo alejarse hasta 3,765 ua. Tiene una excentricidad de 0,2032 y una inclinación orbital de 18,89°. Emplea en completar una órbita alrededor del Sol 2022 días.